# Byron Bekker
Byron Anthony Bekker (ur. 2 lipca 1987 w Johannesburgu) – południowoafrykański żużlowiec.

## Życiorys
Trzykrotny złoty medalista indywidualnych młodzieżowych mistrzostw RPA (1999, 2000, 2001). Trzykrotny medalista indywidualnych mistrzostw RPA: srebrny (2005) oraz dwukrotnie brązowy (2002, 2003).
23 maja 2004 roku wystąpił w eliminacjach do Indywidualnych mistrzostw świata juniorów. W zawodach rozgrywanych w Rawiczu wywalczył 5 punktów (1,1,1,1,1), co dało mu 12. pozycję. W sezonie 2005 zadebiutował w lidze brytyjskiej. Swój pierwszy kontrakt podpisał z Newcastle Diamonds. W późniejszych latach bardzo często zmieniał przynależność klubową na wyspach. Najdłużej, bo przez cztery lata (2009–2012) startował dla Edinburgh Monarchs. Łącznie odjechał 41 meczów dla tej drużyny, w których zdobył w sumie 97 punktów. 
Sezon 2012 był ostatnim, w którym Bekker startował w ligowych rozgrywkach. W późniejszych latach okazjonalnie występował jedynie w lokalnych turniejach w RPA. Wraz z zamknięciem ostatniego toru żużlowego w tym kraju przed sezonem 2019 jego kariera de facto dobiegła końca.

## Przynależność klubowa
Wielka Brytania
- Newcastle Diamonds (2005)
- Rye House Rockets (2007)
- Redcar Bears (2007)
- Sheffield Tigers (2007)
- Berwick Bandits (2007)
- Scunthorpe Scorpions (2008–2009)
- Edinburgh Monarchs (2009–2012)
- Redcar Bears (2010)
- Workington Comets (2011)
- Sheffield Tigers (2011)
- Berwick Bandits (2011)
- Plymouth Gladiators (2012)
- Redcar Bears (2012)
- Ipswich Witches (2012)